# Nahariyya
Nahariyya, nota anche come Nahariya (in ebraico  נהריה‎?; in arabo نهاريّا‎?), è una città con una popolazione stimata di 51.200 abitanti, situata nella parte settentrionale di Israele, sul Mar Mediterraneo, appena a sud della frontiera con il Libano. È una popolare destinazione turistica.
Il 7 novembre 2004 la città venne sorvolata da un drone Mirsad-1 di Hezbollah.

## Amministrazione

### Gemellaggi
Nahariyya è gemellata con:
- Alzey
- Offenbach am Main
- Paderborn
- Bielefeld
- Tempelhof
- Miami Beach
- Delray Beach
- Issy-les-Moulineaux
- Kecskemét